# Deutscher Verein für Versicherungswissenschaft
Der Deutsche Verein für Versicherungswissenschaft ist ein Verein zur Förderung der Versicherungswissenschaft.

## Zweck und Geschichte
Die Aktivitäten dieser 1899 gegründeten wissenschaftlichen Gesellschaft erstrecken sich auf die Durchführung von wissenschaftlichen Veranstaltungen, Jahrestagungen und Fachtagungen sowie auf die Herausgabe der Zeitschrift für die gesamte Versicherungswissenschaft und Werken über die Versicherungswissenschaft.
Zudem unterhält der Verein eine umfangreiche Fachbibliothek auch zur Nutzung durch Dritte mit etwa 30.000 Monografien, 80 laufenden Zeitschriften in gedruckter Form, einer großen Sammlung von Firmenfestschriften und persönlichen Festschriften, Fachlexika, Datenbanken und zukünftig auch E-Journals und E-Books.
Zum Verein gehören etwa 1200 körperschaftliche und persönliche Mitglieder.

## Publikationen (Auswahl)
- Zeitschrift für die gesamte Versicherungswissenschaft
- Peter Koch: Geschichte der Versicherungswissenschaft in Deutschland, 1998
- Robert Schwebler (Hrsg.): Dieter Farny und die Versicherungswissenschaft, 1994
- Roland Eisen: Theorie des Versicherungsgleichgewichts, 1979
- Witold Warkałło: Vermögensversicherung, 1974
- Harald Bogs: Die Sozialversicherung im Staat der Gegenwart, 1973
- Jürgen Sasse: Deutsches Versicherungsrecht, 1967